# Friedrich Körner (General)
Friedrich Körner (* 24. Januar 1921 in Schwerte; † 3. September 1998 in Bailly/Frankreich) war ein deutscher Offizier in der Luftwaffe der Wehrmacht und später der Luftwaffe der Bundeswehr. Er ging als Generalmajor in den Ruhestand.

## Leben
Körner, Sohn eines Lokomotivführers, trat am 15. November 1939 in die Luftwaffe der Wehrmacht ein und durchlief bis April 1941 eine Ausbildung zum Jagdflieger. Anschließend wurde er zur 2. Staffel des Jagdgeschwaders 27 versetzt. Dort flog er mit seiner Messerschmitt Bf 109F auf dem nordafrikanischen Kriegsschauplatz. Am 4. Juli 1942, inzwischen war er zum Leutnant befördert worden, schoss ihn eine Hawker Hurricane des No. 1 Squadron der South African Air Force nahe El-Alamein ab. Dadurch geriet er verwundet in Kriegsgefangenschaft, die er bis 1947 in Kanada verbrachte. Aufgrund seiner bis dahin erreichten 36 Luftsiege erhielt er am 10. August 1942 den Ehrenpokal, am  21. August 1942 das Deutsche Kreuz in Gold und am 6. September 1942 das Ritterkreuz des Eisernen Kreuzes. Am 1. September 1943 erreichte ihn in der Kriegsgefangenschaft die Beförderung zum Oberleutnant.
Am 1. Januar 1956 trat er als Oberleutnant in die Luftwaffe der Bundeswehr ein. Er diente als Flugzeugführer und Ausbilder. Von 1958 bis 1959 absolvierte er den 2. Generalstabslehrgang Luftwaffe an der Führungsakademie der Bundeswehr in Hamburg, wo er zum Offizier im Generalstabsdienst ausgebildet wurde. Anschließend arbeitete er in diversen Stäben in der Luftwaffe und der NATO mit, bevor er vom 1. Oktober 1971 bis zum 11. Dezember 1972 Chef des Stabes der 2. Luftwaffendivision in Birkenfeld wurde. 1973 wurde ihm das Verdienstkreuz 1. Klasse des Verdienstordens der Bundesrepublik Deutschland verliehen. Von 1973 bis 1976 war er Chef des Stabes Air Operations bei Hauptquartier Allied Forces Central Europe. Am 30. Juni 1979 verließ er die Bundeswehr als Generalmajor, zuletzt tätig als stellvertretender Kommandeur des Luftwaffenunterstützungsgruppenkommandos Süd in Karlsruhe.
Anschließend lebte Körner bis zu seinem Tode in Paris. Er war verheiratet.